# Висейлия
Висе́йлия (англ. Visalia) — город в центральной части штата Калифорния, округ Туларе, административный центр округа.
От города Висейлия начинается ландшафтное шоссе в расположенный поблизости Национальный парк «Секвойя» англ. Sequoia National Park. 124442 жителей (2010). Основан в 1852 году. Традиционно был центром процветающего сельскохозяйственного района. Среди достопримечательностей: богатые особняки XIX века в центре города, парк Муни-Гроув англ. Mooney Grove Park, историко-краеведческий музей Tulare County Museum.

## История
Местность, в которой находится город, очевидно была заселена местными племенами индейцев тысячи лет назад. Когда прибыли первые европейцы, неизвестно, но первым, кто сделал письменную запись о местности, был Педро Фагес в 1722 году.
В 1850 году, когда Калифорния добивается государственности, округа Туларе не существовало, эта местность входила в огромный тогда округ Марипоса. В 1852 году в этой местности поселились первые европейские поселенцы в районе Four Creeks. Это место получило наименование по многочисленным ручьям и рекам стекающим с гор Сьерра-Невада. Вся вода вылилась в обширную болотистую местность с великолепным дубовым лесом. Трудолюбивая группа поселенцев подала петицию в Законодательное собрание штата о предоставлении статуса округа, и 10 июля того же года округ Тьюлар стал реальностью.
Одним из первых жителей форта, построенного поселенцами, был Натаниэль Визе, который отвечал за обследование нового поселения. В ноябре 1852 года он писал: "В городе проживает 60–80 жителей, 30 из которых  - дети школьного возраста. Город расположен на одном из участков реки Кавеах, и ему суждено стать центром округа Тьюлар". В 1853 году это предсказание стало реальностью, и с тех пор Висейлия остаётся центром графства.

## Городской пейзаж
Висейлия имеет богатую архитектурную историю. В городе сохранилось множество дошедших до наших дней зданий, построенных в середине - конце 1800-х годов. По всей Висейлии расположено много исторических кирпичных конструкций, в том числе Банк Италии (в настоящее время Банк Сьерра) и центр почтового отделения   в стиле бозар , оба из которых зарегистрированы в Национальном регистре исторических мест. В дополнение ко многим другим историческим зданиям и викторианским домам , Висейлия также является местом рождения для отличительного театра Фокс, который был восстановлен группой сообщества, известной как "друзья лисы", и в настоящее время служит живой площадкой для музыкальных и сценических выступлений.

## Экономика
Экономика Висейлии управляется сельским хозяйством (особенно виноградом , оливками , хлопком , цитрусовыми и продуктами для питомников), животноводством, а также распределительными и производственными объектами (электроника и бумажная продукция являются важными производственными секторами)  Лёгкая промышленность и коммерческое распределение представляют собой наиболее быстро растущую часть базы работодателей Висейлии.

## Демография
По данным переписи населения США 2010 года численность населения составляла 124442 человек. Плотность населения 1324,9 человек на квадратный км. Расовый состав: 64,5 % белые, 5,4 % азиаты, 2,1 % чернокожие, 1,4 % коренных американцев, 0,1 % гавайцы и выходцы с тихоокеанских островов, 21,9 % другие расы, 4,6 % потомки двух и более рас.
По данным переписи населения США 2000 года медианный доход на одно домашнее хозяйство в городе составлял $53975, доход на семью $61823. У мужчин средний доход $46423, а у женщин $34265. Средний доход на душу населения $23751. 14,8 % семей или 13,2 % населения находились ниже порога бедности, в том числе 21,4 % молодёжи младше 18 лет и 9,4 % взрослых в возрасте старше 65 лет.

## География
Висейлия занимает общую площадь в 94 км2 , из которых 94 км2 - земля и 0,05% покрыты водой.
Самая высокая точка в районе Висейлии -это Гора Уитни 

## Правительство

### Местное самоуправление
Как и большая часть долины Сан-Хоакин , в Республиканской партии зарегистрировано больше местных избирателей, чем в Демократической. Из 51 718 зарегистрированных избирателей в Визалии; приблизительно 31,9% - демократы и 49,1% - республиканцы. Остальные 19,0% являются независимыми или зарегистрированы в одной из множества небольших политических партий, таких как Партия зелёных или Либертарианская партия .
Висейлия - чартерный город с  уставом, утверждённым электоратом, который действует как «конституция» для города. До ноябрьских выборов  2012 года жители  Висейлии избрали городской совет из 5 членов, который выполняет функции Законодательного и руководящего органа. Члены городского совета служат 4 года, и они выбирают одного члена на должность мэра, одного на должность вице-мэра . Городской совет нанимает могущественного сити-менеджера, который выполняет функции  исполнительного директора. Каждый нечетный год 2 или 3 члена избираются населением на 4-летний срок. Каждый март городской совет собирается и выбирает одного из своих членов в качестве мэра, а другого - в качестве вице-мэра. Текущий мэр Висейлии - Боб Линк, а вице-мэр - Стив Нелсен.
Городу Висейлия угрожали судебным иском от сети адвокатов по гражданским правам, утверждающим, что город нарушил Закон о избирательных правах штата Калифорния, принятый в 2002 году.  5 марта 2012 года городской совет Висалии проголосовал за включение в ноябрьский бюллетень 2012 года предложения, которое изменит способ, которым избиратели Висейлии выбирают свой городской совет. Эта мера была принята, и с ноября 2016 года Вейсалия проводит районные выборы, на которых кандидаты должны проживать в одном из пяти районов образующих город, и только жители этого района отдают свои голоса.

### Государственное и федеральное представительство
В законодательном органе штата Калифорния Висейлия находится в 16-м округе Сената, который представляет Республиканка Шеннон-Гроув , а в 26-м округе Ассамблеи - республиканцем Девоном Матисом 
В Палате представителей Соединенных Штатов Висейлия находится в 22-м округе Конгресса в Калифорнии , в лице республиканца Девина Нуньеса.

## Города-побратимы
- Мики, Япония
- Путиньяно, Италия

## Известные люди
В Висейлии родился известный армянский революционер и военный деятель Монте Мелконян. По взглядам он был  марксистом-ленинистом.